# Swertia chiangdaoensis
Swertia chiangdaoensis är en gentianaväxtart som beskrevs av Piyakaset Suksathan. Swertia chiangdaoensis ingår i släktet Swertia och familjen gentianaväxter. Inga underarter finns listade i Catalogue of Life.